# Muhammad Ghaus

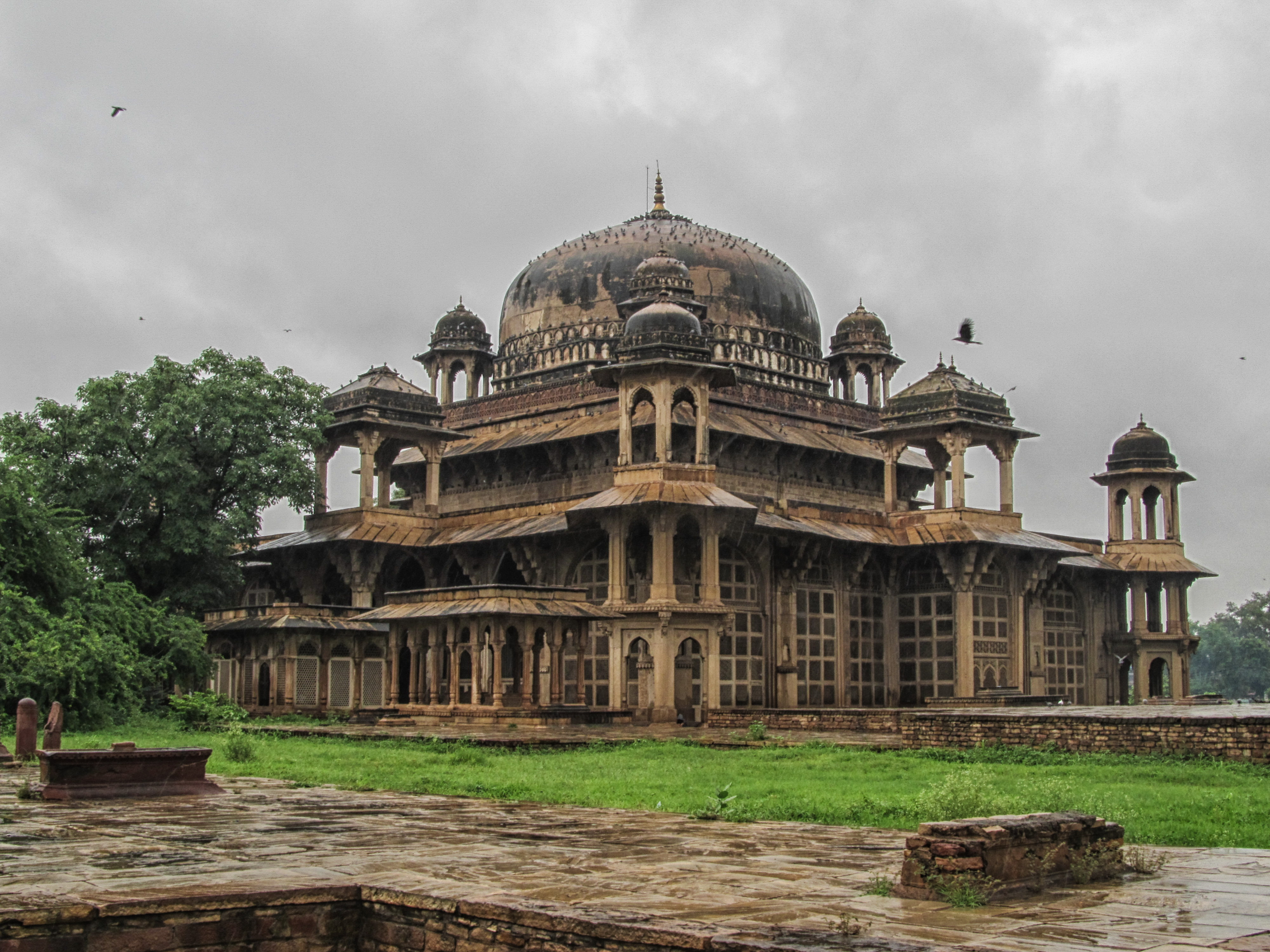
Das Grabmal von Muhammad Ghauth in Gwalior

Abu l-Mu'ayyad Muhammad Ghaus ibn Chatīr ad-Dīn Gwāliyārī (persisch ابو المؤيد محمد غوث بن خطير الديد گوالیاری, DMG Abū l-Muʾaiyad Muḥammad Ġaus̱ ibn Ḫaṭīr ad-Dīn Gwāliyārī; geb. 16. Januar 1502; gest. 7. Mai 1563 in Gwalior) war ein indischer Sufi-Heiliger. Er trug zusammen mit seinem Bruder Scheich Phūl (gest. 1538/39) wesentlich zur Verbreitung des sufischen Schattārīya-Ordens bei. Sein magisch-sufisches Handbuch al-Ǧawāhir al-ḫams („Die fünf Juwelen“) ist bis heute eines der am meisten verwendeten magischen Bücher auf dem indischen Subkontinent. Da Muhammad Ghaus in einer seiner Schriften behauptet hatte, bei einem mystischen Aufstieg mit Gott zusammengetroffen zu sein und mit ihm ein Gespräch geführt zu haben, war er mehrfach religiöser Verfolgung ausgesetzt.

## Leben
Muhammad Ghaus war ein Nachkomme von Farīd ad-Dīn ʿAttār. Als sein Geburtsdatum wird der 9. Radschab 907 angegeben, was dem 16. Januar 1502 entspricht. Nach eigener Aussage wurde er im Jahre 906 der Hidschra (= 1500 n. Chr.) geboren. Einige sagen, dass sein Urgroßvater Muʿīn ad-Dīn Qattāl nach Indien eingewandert und in Jaunpur gestorben war.

### Einführung in die Schattārīya und Rückzug in die Berge
Er und seine acht Brüder waren Schüler von Scheich Hāddschi Hamīd, dem Chalīfa von Schāh Qādan, dem Schüler und Chalīfa des Ordensgründers ʿAbdallāh Schattārī. Nachdem Muhammad Ghaus mehr als 13 Jahre lang mit Askese und Meditation in den Bergen von Tschunār in der Nähe von Varanasi verbracht hatte, schloss er sich dem Schattārīya-Sufi Scheich Zuhūr ad-Dīn Hāddsch Hudūr an. Dieser führte ihn in die Kunst der Namensbeschwörung ein. Durch die Unterweisungen des Scheichs und die lange Einsamkeit meinte er, Einblick in die Welt des Verborgenen (ʿālam al-muġaiyabāt) und die Welt der Geister (ʿālam al-arwāḥ) erlangt zu haben. Auch gewann er erste Anhänger. Anschließend begab er sich nach Gwalior, wo er der Eroberung der Festung durch Ibrahim Lodi beiwohnte, doch konnte er kein gutes Verhältnis zu dem Herrscher entwickeln.

### Als Scheich am Hof der Moguln
Als der Mogulherrscher Babur im Jahre 1526 von Delhi aus Gwalior zu erobern versuchte, beteiligte sich Muhammad Ghaus an den Verhandlungen zur friedlichen Übergabe der Festung. Im selben Jahr legte Muhammad Ghawth, der in Gwalior lebte, für den rebellischen Gouverneur von Gwalior, Tatar Khan, bei Babur Fürsprache ein. Im Jahr 1530 vertrat er bei den Moguln den Fall eines anderen rebellischen Adligen, Rahīm Dād. In der Folgezeit hatte Muhammad Ghaus zusammen mit seinem älteren Bruder Scheich Phūl eine hohe Stellung am Hof von Baburs Sohn Humayun inne. Scheich Phūl wurde der wichtigste sufische Berater von Humayun, doch fiel er 1538/39 im Zusammenhang mit den Auseinandersetzungen zwischen Humayun und seinen Brüdern im Kampf und wurde am Tor der Festung in Bayana begraben.

### Exil in Gujarat
Als 1540 Scher Schah Sur den Thron in Agra bestieg und Humayun ins Exil ging, kam Muhammad Ghaus als Unterstützer der Moghuln in Schwierigkeiten. Nach einem hagiographischen Werk des 17. Jahrhunderts nahmen Scher Schahs Berater an einer Abhandlung des Scheichs mit dem Titel Miʿrāǧ-nāma Anstoß, in dem dieser in Anknüpfung an das von Bāyazīd Bistāmī beschriebene Konzept des mystischen Aufstiegs behauptet hatte, dass sein eigener mystischer Aufstieg ihm ermöglicht habe, Gott zu besuchen und ein Gespräch mit ihm zu führen. Scher Schahs Berater erklärten das für Blasphemie und urteilten, dass er dafür die Todesstrafe verdiene.
Muhammad Ghaus begab sich daraufhin nach Gujarat, wo er jedoch wegen seiner Schriften erneut in Schwierigkeiten geriet. Es wird berichtet, dass die ekstatischen Sprüche in seinem Miʿrāǧ-nāma von den ʿUlamā' von Gujarat verurteilt wurden, die den Befehl zu seiner Hinrichtung gaben. Der Hagiograph Ghausī berichtet, dass einige der örtlichen Gelehrten sich gegen Muhammad Ghaus stellten und einer von ihnen, ʿAbd al-Muqtadir Banbānī, seinen Sohn in seinen Chanqāh schickte, um ihn auszuspionieren. Er sollte alle anstößigen Worte und Handlungen des Scheichs aufzeichnen. Der Geschichtsschreiber ʿAbd al-Qādir Badāʾūnī (gest. 1597/98) berichtet, dass der bekannte Gelehrte ʿAlī al-Muttaqī (gest. 1567) eine Fatwa zur Hinrichtung von Muhammad Ghaus verfasste. Aufgrund der Fürsprache des beliebten Heiligen und Gelehrten Scheich Wadschīh ad-Dīn al-ʿAlawī (gest. 1589) zu seinen Gunsten hob der Sultan von Gujarat die Fatwa jedoch auf.
Muhammad Ghaus' Exil in Gujarat dauerte 16 Jahre. In der hagiographischen Literatur gibt es Hinweise auf seine Anwesenheit zu verschiedenen Zeiten in den Städten Bharuch (1543–4) und Ahmedabad (1544–5). 1556 errichtete er in Ahmedabad eine eigene Moschee.

### Begegnung mit Akbar und Rückzug nach Gwalior
Nach Humayuns Rückkehr nach Indien im Jahre 1558 machte sich Muhammad Ghaus auf den Weg nach Agra, wo er jedoch erst nach Humayuns Tod und der Inthronisierung seines Sohns und Nachfolgers Akbar eintraf. In Delhi und Agra wurde Muhammad Ghaus mit allgemeinem Beifall empfangen. Als er sich 1558–59 in Agra für ein Gespräch an Akbar wandte, erregte er die Feindschaft des Ober-Sadr, eines Suhrawardīya-Sufis namens Scheich Gadā'ī. Dieser zeigte die Schrift von Muhammad Ghaus über seine angebliche Himmelsreise und seine Unterredungen mit Gott Akbars Feldherr Bairam Khan, der ihn daraufhin kalt abservierte.
Muhammad Ghaus zog sich daraufhin nach Gwalior zurück. Er traf Akbar ein letztes Mal, als dieser in der Gegend von Gwalior auf die Jagd ging und seine Neugierde durch die Erzählungen über die edlen Rinder, die der Scheich hielt, geweckt wurde. Bei diesem Treffen ergriff Muhammad Ghaus die Hand des jungen Herrschers entsprechend dem Ritual der Sufi-Einweihung, um ihm anzubieten, sein spiritueller Führer zu werden. Akbar lächelte aber nur und verabschiedete sich. Akbar Hofchronist Abu 'l-Fazl, der im Akbar-nāma von diesem Vorfall berichtet, bringt dort seine Entrüstung über das Verhalten des Scheichs zum Ausdruck, das er für vermessen hielt.
Nach seinem Tod im Jahre am 7. Mai 1563 wurde Muhammad Ghaus in einem prächtigen Mausoleum beigesetzt, das bis heute Ziel von Ziyāra-Wallfahrten ist. Zu seinen Schülern gehörte der aus einem Kriegerclan stammende Lashkar Muhammad ʿĀrif (gest. 1585).

## Werke

### al-Ǧawāhir al-ḫams
Muhammad Ghaus war Autor mehrerer sufischer Werke, von denen das populärste das magisch-sufische Handbuch al-Ǧawāhir al-ḫams („Die fünf Juwelen“) auf Arabisch ist, das er 1522/23 als junger Mann in einer ersten Fassung niederschrieb. Nach seiner Rückkehr aus der Einsamkeit gab er das Buch seinem Scheich Zuhūr ad-Dīn Hāddsch Hudūr zu lesen, der sofort seine überragende Qualität erkannt haben soll. Trotzdem gab Muhammad Ghaus das Buch 1549/50 in Gujarat in einer überarbeiten Form neu heraus. In dieser überarbeiteten Version ist die Reihenfolge einiger Kapitel verändert. Diese spätere Version wird von Muhammad Ghaus als die gültige Fassung seines Buches bezeichnet, nach deren Vorlage ältere Kopien korrigiert werden sollten.
Es existieren von dem Werk sowohl arabische, als auch persische Versionen. Während A. Muqtadir und Marc Gaborieau angeben, dass Muhammad Ghaus das Werk erst auf Arabisch verfasst und dann mit zusätzlichen Verbesserungen ins Persische übertragen habe, sind Zubaid Ahmad und Eva Orthmann der Auffassung, dass Muhammad Ghaus das Werk erst auf Persisch verfasste und dieses erst nachträglich von Sibghatallāh aus Bharoach (gest. 1606) ins Arabische übersetzt wurde. Die arabische Version wurde 1900/01 in Fès zum ersten Mal gedruckt. Eine zweite Edition in zwei Bänden erschien in den Jahren 1973 und 1975 in Kairo. Eine einbändige Ausgabe, ediert von ʿĀṣim Ibrāhīm al-Kaiyālī, wurde 2010 bei Dār al-kutub al-ʿilmīya in Beirut veröffentlicht.
Al-Ǧawāhir al-ḫams besteht aus fünf Kapiteln, die ǧawāhir („Juwelen“) genannt werden. Das erste Kapitel gilt dabei den verschiedenen Formen des Gottesdienstes (ʿibāda), das zweite der Weltentsagung (zuhd), das dritte der Beschwörung oder Anrufung (daʿwa), das vierte dem Gottesgedenken (ḏikr) und das fünfte dem Tun oder Handeln (ʿamal). Nach Muhammad Ghaus existieren insgesamt sieben Juwelen, doch gibt er an, bislang nur fünf erlangt zu haben, weswegen er über die übrigen beiden nichts schreibe. Ein wichtiges Themas in dem Werk sind die 41 größten Gottesnamen, die eine magische Wirkung haben sollen. Muhammad Ghaus hat diese Namen nach eigenen Angaben nicht erfunden, sondern von seinem Lehrer Zuhūr ad-Dīn Hāddsch erhalten, der sie seinerseits durch seinen Lehrer Scheich ʿAlī Schīrāzī von einem weiteren Scheich überlieferte. Diese Namen sollen deswegen eine besondere Bedeutung haben, weil sie die Wesensnamen der 40 Propheten sind, wobei der 41. ihnen allen gemeinsam ist.
Die 41 größten Gottesnamen und ihre Anrufung sind vor allem Gegenstand des dritten Kapitels. Dort erläutert er in der Einleitung und den ersten beiden Unterkapiteln zunächst die Grundlagen und Voraussetzungen, um in den folgenden Unterkapiteln dann verschiedene Arten der Anrufung dieser Namen zu behandeln. Die von Muhammad Ghaus behandelten Grundlagen betreffen die arabischen Buchstaben mit ihren alphanumerischen Werten nach dem Abdschad-System, die aus ihnen gebildeten Namen sowie astronomisch-astrologische Grundgrößen. Jeder Buchstabe besitzt drei Grade oder Stufen (daraǧāt), mit denen jeweils eine eigene Anrufung verbunden ist. Wichtig ist darüber hinaus die Unterscheidung zwischen den reinen Lautwerten der Buchstaben (k, l, m) und den als Silben ausgesprochenen Buchstabennamen (kāf, lām, mīm). Die Buchstaben ordnet Muhammad Ghaus den Elementen, Planeten und Tierkreiszeichen zu. Diese Zuordnungen zu kennen, ist Muhammad Ghaus zufolge wichtig, weil sich aus ihnen bestimmte Erfordernisse hinsichtlich der Zeiten für das Gebet und der dabei zu verwendenden Räucherwerke ergeben. Über die Zuordnung von Buchstaben, Elementen und Tierkreiszeichen enthält das Buch eine Übersicht. Die Planeten sind jeweils einem Wochentag sowie bestimmten Stunden an jedem Tag zugeordnet, die bei der Anrufung ebenfalls zu berücksichtigen sind.
Wie bei allen magischen Beschwörungen geht es jeweils darum, bestimmte Kräfte oder Geistwesen anzusprechen und auf sie einzuwirken, der von Muhammad Ghaus dafür verwendete Ausdruck lautet tasḫīr („Dienstbarmachung“). Hierbei lassen sich jeweils die den einzelnen Buchstaben zugeordneten Engel anrufen, indem man an ihren Namen die Endung -āʾīl anhängt, oder die höchsten Gottesnamen. Um der Unterwerfung der Geister einen dauerhaften Charakter zu geben, und nicht bei jeder Anrufung die gesamte Prozedur neu durchführen zu müssen, empfiehlt der Autor, sich von den Geistern einen mit eingravierter Schrift versehenen Ring von den Geistern geben zu lassen. Durch die Rezitation des 36. höchsten Namens soll der Betende sogar die Eigenschaften Gottes erlangen können. Das Kapitel enthält auch die Beschreibung einer daʿwa lafẓīya genannten Anrufung, die aufwendige Prozeduren im Umfang von 21 Wochen umfasst und dem Betenden die Erfahrung einer Himmelsreise vermitteln soll, bei der er in Begleitung von verschiedenen Geistern vor Gott und die wohlverwahrte Tafel geführt wird, so dass er alle verborgenen Geheimnisse erfährt.
Nach Eva Orthmann hat Muhammad Ghaus hat in seinem Buch nicht etwas völlig Neues geschaffen, sondern darin magische Praktiken beschrieben, die in seiner Zeit geläufig waren. Spezifisch für ihn war jedoch die Verwendung von Gottesnamen zur Planetenbeschwörung.

### Andere Werke
In seinem Werk Aurād-i Ġauṯīya („Ghaus’sche Andachten“), das wahrscheinlich mit dem Miʿrāǧ-nāma identisch ist, wegen dessen ihn die Berater Scher Schah Sur hinrichten lassen wollten, existieren zwei Handschriften in der Asiatic Society von Calcutta (Ms. 446 Curzon Persian und MS 1252 Persian). Scott A. Kugle erwähnt außerdem einen Steindruck, der im Jahre 1313 der Hidschra (1895/96 n. Chr.) in Raichur erschien. Während ein Großteil des Textes der Erläuterung der charakteristischen Schattārī-Meditationstechniken und den Silsilas gewidmet ist, in die der Autor eingeführt wurde, enthält der lange Schlussteil einen Bericht über die spirituelle Ausbildung von Muhammad Ghaus durch seinen Scheich Zuhūr Hāddsch Hudū, der in einer detaillierten Beschreibung seiner Himmelsreise gipfelt.
Seine anderen Werke sind Kalīd-i maḫāzin, Baḥr al-ḥayāt und Miʿrāǧ-nāma. Baḥr al-ḥayāt war hierbei die persische Übersetzung der arabischen Version eines Traktakts über das Hatha Yoga. Carl Brockelmann erwähnt außerdem ein Taḏkirat al-auliyāʾ betiteltes Werk von ihm.

## Rezeption: Das hagiographische Werk über ihn
Muhammad Ghaus ist Gegenstand eines persischen hagiographischen Werks mit dem Titel Manāqib-i Ġauṯīya aus der Feder von Fadlallāh Schattārī. Dieses wurde schon zu Lebzeiten von Muhammad Ghaus im Jahre 1534/35 erstellt und behandelt seine Biographie bis zu diesem Zeitpunkt. In diesem Werk wird die Himmelfahrt von Muhammad Ghaus auf das Jahr 932 der Hidschra (= 1526 n. Chr.) datiert und die Niederlage von Ibrahim Lodi in der Ersten Schlacht bei Panipat darauf zurückgeführt, dass Muhammad Ghaus sich gegen ihn wandte.
Eine Handschrift des Werks befindet sich in dem Chanqāh von Scheich Wadschīh ad-Dīn al-ʿAlawī in Ahmedabad. Muhammad Zāhir al-Haqq erstellte von diesem Werk eine Urdu-Übersetzung, die er 1933 in Agra veröffentlichte. Die Informationen zur Biographie des Heiligen bis zu seinem Lebensende sind aus anderen Werken ergänzt.

## Belege
1. ↑  Orthmann: “Die Beschwörung von Geistern und Planeten”. 2018, S. 373.
2. ↑  Orthmann: “Die Beschwörung von Geistern und Planeten”. 2018, S. 372.
3. ↑  Ernst: “Persecution and circumspection in Shaṭṭārī Sufism”. 1999, S. 424–425.
4. 1 2 3 4 5 6 7  Muqtadir: “Muḥammad G̲h̲awt̲h̲ Gwaliyārī”. 1936, Bd. III, S. 741.
5. 1 2 3 4 5  Ernst: “Persecution and circumspection in Shaṭṭārī Sufism”. 1999, S. 418.
6. 1 2 3 4  Orthmann: “Die Beschwörung von Geistern und Planeten”. 2018, S. 374.
7. ↑  Ernst: “Persecution and circumspection in Shaṭṭārī Sufism”. 1999, S. 418f.
8. ↑  Rizvi: A History of Sufism in India. Vol. II: From Sixteenth Century to Modern Century. 1992, S. 157–158.
9. ↑  Ernst: “Persecution and circumspection in Shaṭṭārī Sufism”. 1999, S. 420.
10. 1 2  Ernst: “Persecution and circumspection in Shaṭṭārī Sufism”. 1999, S. 426.
11. ↑  ʿAbd al-Qādir Badāʾūnī: Muntaḫab at-tawārīḫ. Übersetzt und bearbeitet vom persischen Original durch Sir Wolseley Haig. Durchgesehen und erweitert durch Brahmadeva Prasad Ambashthya. Reprint. Renaissance Publishing House, Delhi 1986. (1. Auflage Calcutta 1925) Bd. III, S. 71–72. Digitalisat
12. ↑  Ernst: “Persecution and circumspection in Shaṭṭārī Sufism”. 1999, S. 421.
13. ↑  Ernst: “Persecution and circumspection in Shaṭṭārī Sufism”. 1999, S. 423.
14. ↑  ʿAbd al-Qādir Badāʾūnī: Muntaḫab at-tawārīḫ. Übersetzt und bearbeitet vom persischen Original durch W. H. Lowe. Durchgesehen und erweitert durch Brahmadeva Prasad Ambashthya. Reprint. Renaissance Publishing House, Delhi 1986. (1. Auflage Calcutta 1884) Bd. II, S. 28–29. Digitalisat
15. ↑  Abu-l-Fazl: The Akbar Nāma. Translated from the Persian by H. Beveridge. 3 Bde. Low Price Publications, Delhi 1993. (Repr. Bibliotheca Indica 138. Asiatic Society of Bengal 1904). Bd. II, S. 133–135. Digitalisat
16. ↑  Orthmann: “Die Beschwörung von Geistern und Planeten”. 2018, S. 375.
17. ↑  Orthmann: “Die Beschwörung von Geistern und Planeten”. 2018, S. 375f.
18. ↑  Marc Gaborieau: “La Chattāriyya” in A. Popovic und G. Veinstein (Hrsgg.): Les voies d’Allah: Les ordres mystiques dans l’Islam des origines à aujourd’hui. Fayard, Paris 1996. S. 497–499. Hier S. 498
19. ↑  Z. Ahmad: The contribution of India to Arabic literature: From ancient times to 1857. Lahore 1946. S. 80. Digitalisat
20. ↑  Orthmann: “Die Beschwörung von Geistern und Planeten”. 2018, S. 376.
21. ↑  Muḥamma al-Ġauṯ al-Hindī: al-Ǧawāhir al-ḫams. Ed. Aḥmad ibn al-ʿAbbās. 2 Bde. Kairo 1973–1975.
22. ↑  Digitalisat der Beiruter Ausgabe.
23. ↑  Orthmann: “Die Beschwörung von Geistern und Planeten”. 2018, S. 377.
24. ↑  Orthmann: “Die Beschwörung von Geistern und Planeten”. 2018, S. 378f.
25. ↑  Orthmann: “Die Beschwörung von Geistern und Planeten”. 2018, S. 379f.
26. ↑  Orthmann: “Die Beschwörung von Geistern und Planeten”. 2018, S. 382.
27. ↑  Orthmann: “Die Beschwörung von Geistern und Planeten”. 2018, S. 381.
28. ↑  Orthmann: “Die Beschwörung von Geistern und Planeten”. 2018, S. 384.
29. ↑  Orthmann: “Die Beschwörung von Geistern und Planeten”. 2018, S. 376.
30. ↑  Orthmann: “Die Beschwörung von Geistern und Planeten”. 2018, S. 385.
31. ↑  Orthmann: “Die Beschwörung von Geistern und Planeten”. 2018, S. 389.
32. ↑  Orthmann: “Die Beschwörung von Geistern und Planeten”. 2018, S. 393.
33. ↑  Orthmann: “Die Beschwörung von Geistern und Planeten”. 2018, S. 385.
34. ↑  Orthmann: “Die Beschwörung von Geistern und Planeten”. 2018, S. 389f.
35. ↑  Orthmann: “Die Beschwörung von Geistern und Planeten”. 2018, S. 397.
36. ↑  Ein PDF der Handschrift Ms. 446 Curzon Persian ist hier abrufbar.
37. ↑  Kugle: Heaven’s witness: The uses and abuses of Muḥammad Ghawth’s mystical ascension. 2003, S. 3.
38. ↑  Ernst: “Persecution and circumspection in Shaṭṭārī Sufism”. 1999, S. 419.
39. ↑  Ernst: “Persecution and circumspection in Shaṭṭārī Sufism”. 1999, S. 433.
40. ↑  Brockelmann: Geschichte der arabischen Litteratur. 1949, Bd. II, S. 551.
41. ↑  Kugle: Heaven’s witness: The uses and abuses of Muḥammad Ghawth’s mystical ascension. 2003, S. 4.
42. ↑  Kugle: Heaven’s witness: The uses and abuses of Muḥammad Ghawth’s mystical ascension. 2003, S. 12.
43. ↑  Ernst: “Persecution and circumspection in Shaṭṭārī Sufism”. 1999, S. 417.

| Personendaten    | Personendaten                                            |
| ---------------- | -------------------------------------------------------- |
| NAME             | Ghaus, Muhammad                                          |
| ALTERNATIVNAMEN  | Ġauṯ al-Hindī, Abu-'l-Muʾaiyad Muḥammad Ibn-Ḫaṭīr-ad-Dīn |
| KURZBESCHREIBUNG | indischer Sufi-Heiliger                                  |
| GEBURTSDATUM     | 16. Januar 1502                                          |
| STERBEDATUM      | 7. Mai 1563                                              |
| STERBEORT        | Gwalior                                                  |